# Makoto Takeya
Makoto Takeya (竹谷 睦 Takeya Makoto?), född 27 juli 1977 i Kanagawa prefektur, är en japansk före detta fotbollsspelare.
Takeya började sin karriär 2001 i Mito HollyHock. Han spelade 19 ligamatcher för klubben. Han avslutade karriären 2001.